# Spedizione Thornton
La spedizione Thornton fu una missione esplorativa guidata da Robert Thornton che nel XVII secolo tentò di fondare, su incarico di Ferdinando I de' Medici, una colonia del Granducato di Toscana nell'America meridionale.
Scopo della missione era l'individuazione di un territorio, nei pressi dell'attuale Caienna (Guyana francese) che facesse da base per l'esportazione del legname amazzonico verso l'Italia post-rinascimentale.
La spedizione Thornton costituisce l'unico tentativo noto di uno stato italiano preunitario di creare colonie oltreoceano.

## Storia

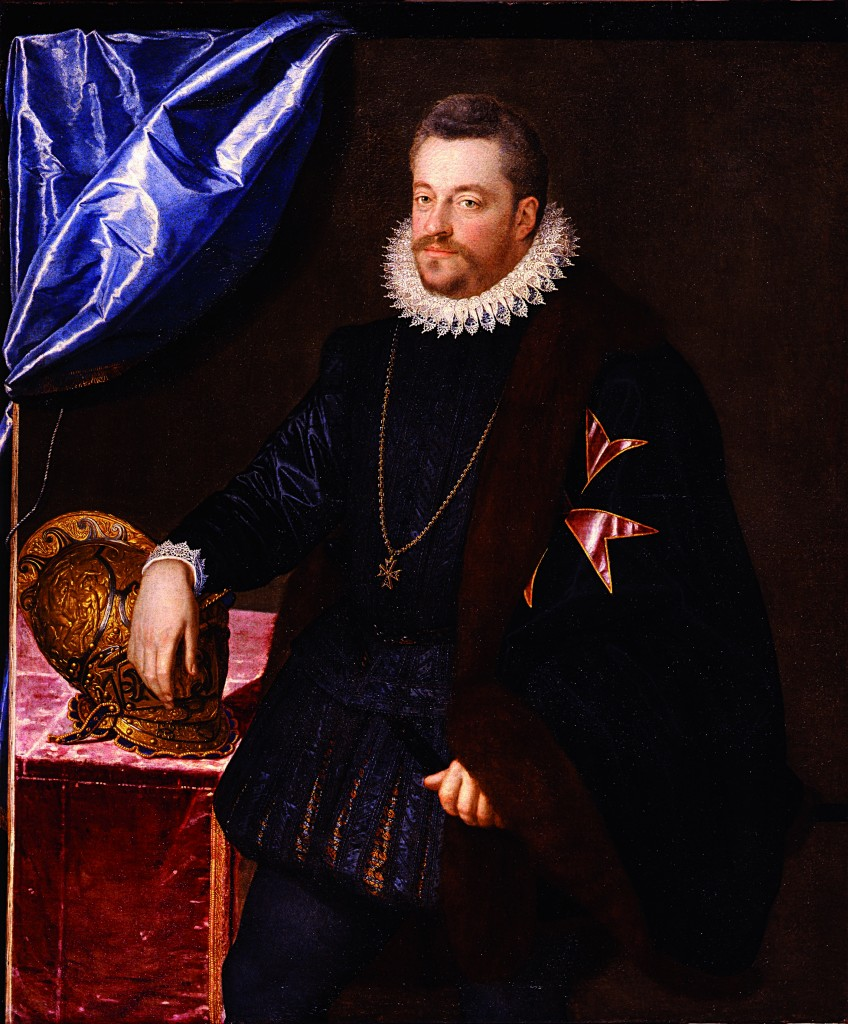
Ferdinando I di Toscana

La regione amazzonica era stata precedentemente oggetto di spedizioni di numerosi esploratori e commercianti europei già nel corso del XVI secolo. Nel 1608 Robert Harcourt salpò per la Guiana, stabilendo una base inglese sul fiume Oyapock che durò alcuni anni. William Davies, chirurgo che poi partecipò alla spedizione di Thornton, annotò che non si aspettavano di trovare l'Amazzonia navigando a sud dalle Indie Occidentali fino a quando non si fosse visto "il mare mutare in un color ruggine e l'acqua scorrere fresca".
Il 30 agosto 1608 l'ingegnere fiorentino Baccio da Filicaja, che si trovava a Lisbona, scrisse una lettera a Ferdinando I di Toscana per illustrare la colonizzazione del Brasile compiuta dal Portogallo, spiegando anche le ragioni del declino della colonia lusitana. Dopo circa un mese, il Granduca Ferdinando I (che aveva già da tempo progettato di fondare una colonia toscana in Sudamerica), fece armare una caravella e una tartana al porto di Livorno, affidandole al capitano inglese Robert Thornton. Inoltre, fece disegnare a Robert Dudley, conte di Warwick, una mappa dell'Amazzonia, da questi esplorata già nel 1595; Dudley suggerì a Thornton di andare anche in cerca di oro sulle rive del Rio delle Amazzoni e dell'Orinoco. La ragione principale della spedizione fu però quella di fondare una base commerciale per sviluppare il commercio del legname pregiato dell'Amazzonia verso l'Italia: tale base coloniale sarebbe stata fondata tra i possedimenti spagnoli e quelli portoghesi nella costa atlantica settentrionale del Sudamerica. Gli aspetti commerciali della spedizione furono affidati all'olandese Jan Van Harlem, conoscitore dei nascenti mercati sudamericani.
La spedizione salpò dal porto di Livorno l'8 settembre 1608: Robert Thornton era al comando del galeone Santa Lucia Bonaventura, mentre la tartana era guidata dal fratello Giles. A un certo punto del viaggio le due navi si separarono e Robert arrivò alla fine del giugno 1609 nello stesso porto descritto da William Davies, completando il viaggio senza perdere un solo uomo.
Robert Thornton, nel suo viaggio durato quasi un anno, approdò in Guyana e poi in Brasile, esplorando l'Orinoco e la costa tra questo fiume ed il delta del Rio delle Amazzoni: infatti il territorio che il capitano inglese voleva proporre al Granduca di Toscana per colonizzare era quello dell'attuale Guyana francese, intorno a Caienna (che i francesi avrebbero colonizzato nel 1630).
Il galeone Santa Lucia Bonaventura del capitano Thornton, dopo avere fatto scalo a Trinidad, ritornò a Livorno il 12 luglio 1609, con molte informazioni e materiale da studio, tra cui pappagalli tropicali e 5-6 nativi americani: la maggior parte di essi però morì di vaiolo, mentre uno solo sopravvisse diversi anni presso la corte dei Medici, dove imparò a parlare l'italiano, raccontando della ricchezza e della fertilità della propria terra natia, ricca di oro e argento. Lo stesso Thornton confermò questi racconti e affermò che il paese era ricco di palissandro, canne da zucchero selvatico, pepe bianco, balsamo, cotone e molti altri tipi di merci che avrebbero potuto costituire una grande possibilità di commercio per i toscani. Al di là dei nativi e del materiale scientifico portato in Italia, da un punto di vista commerciale la nave di Robert Thornton non ebbe molto successo: non riuscì a vendere o scambiare la mercanzia italiana, ritornando a Livorno quasi a mani vuote, ma perlomeno riuscì a ritornare vivo. Infatti, scoprì e sventò un tentativo di ammutinamento organizzato da due cannonieri che volevano ucciderlo, rubare la nave e rivendere le merci: i due traditori furono abbandonati sul delta del Rio delle Amazzoni, mentre gli altri cospiratori vennero imprigionati nella stiva della nave. Giles Thornton, che tornò a Livorno nell'ottobre 1609, ebbe invece più successo del fratello: riuscì a vendere tutta la mercanzia italiana in Brasile, ma scelse di non fare acquisti a causa di restrizioni commerciali imposte dalla Spagna.
Robert Thornton era quindi pronto ad imbarcare coloni originari di Livorno e Lucca per portarli in Sudamerica, ma Ferdinando I era deceduto il precedente 9 febbraio a Firenze e il suo successore Cosimo II non si dimostrò interessato al progetto coloniale americano, preferendo continuare i propri commerci marittimi con il Marocco, il Nordafrica e il Levante.